# 11 de setembre
|  | Per a altres significats, vegeu «onze de setembre». |

L'11 de setembre és la Diada Nacional de Catalunya i el dos-cents cinquanta-quatrè dia de l'any del calendari gregorià i el dos-cents cinquanta-cinquè en els anys de traspàs. Queden 111 dies per finalitzar l'any.

## Esdeveniments
Països Catalans
- 878 - Gòtia: Guifré el Pilós fou investit comte de Barcelona i de Girona.[1]
- 1229 - Les hosts comandades per Jaume I desembarquen a l'illa de Mallorca. L'endemà ocorre la batalla de Portopí.
- 1609 - Regne de València: Ordre d'expulsió contra els moriscs.
- 1714 - Barcelona: després de 14 mesos de setge, la ciutat cau en mans de les tropes borbòniques (guerra de Successió).
- 1777, Chadds Ford, Pennsilvània (Estats Units): Victòria anglesa en la batalla de Brandywine, durant la Guerra d'Independència dels Estats Units.[2]
- 1901 - Barcelona: Primera concentració per a commemorar l'onze de setembre davant el Monument a Rafael Casanova.
- 1923 - Barcelona: Es firma la Triple Aliança entre nacionalistes catalans, bascos i gallecs
- 1976 - Sant Boi de Llobregat: primera commemoració autoritzada de la Diada Nacional de Catalunya després de l'ocupació franquista de Catalunya convocada per l'Assemblea de Catalunya.
- 1977 - Barcelona: aprofitant la Diada, s'hi fa una manifestació multitudinària de més d'un milió de persones sota el lema "Llibertat, amnistia i Estatut d'autonomia" (transició democràtica).
- 1981 - Sueca, la Ribera Baixa: dues bombes destrossen la casa de Joan Fuster. La policia va realitzar una investigació mínima, i el jutge va arxivar la causa quan encara no havia transcorregut un mes de l'atemptat.[3]
- 1995 - Terra Lliure anuncia la seva autodissolució.
- 1997 - Barcelona: inauguració oficial del Teatre Nacional de Catalunya, amb la representació de L'auca del senyor Esteve.[4]
- 2002 - El lloc web de la Generalitat de Catalunya adopta el domini .net[5]
- 2002 - Fossar de les Moreres de Barcelona: Lluís Maria Xirinacs en el marc d'un acte reivindicatiu, pronuncia un polèmic discurs en el qual declara: «Gandhi deia que el no-violent no pot tractar amb neutralitat les parts d'un conflicte violent: l'agressor és l'enemic, l'agredit és l'amic, encara que sigui violent. Jo he intentat tota la vida lluitar per la via no violenta. Però declaro aquí, i ho dic ben alt, per si hi ha cap policia o cap fiscal: em declaro enemic de l'estat espanyol i amic d'ETA i de Batasuna». Fet pel qual tres anys més tard, quan anava a renovar el seu DNI, seria detingut i empresonat.
- 2012 - Barcelona: es realitza una massiva manifestació organitzada per l'Assemblea Nacional Catalana, en commemoració de l'11 de setembre de 1714 i demanant la independència. Les xifres d'assistents varien entre els dos milions de persones segons els organitzadors, un milió cinc-cents mil segons els Mossos d'Esquadra i sis-cents mil segons la delegació del Govern d'Espanya a Catalunya.[6]
- 2013 - Diferents llocs de Catalunya: té lloc la Via Catalana cap a la Independència, una cadena humana de 400 quilòmetres que uneix 86 municipis pel traçat de l'antiga Via Augusta, des del Pertús a Vinaròs. Segons la Conselleria d'Interior de la Generalitat de Catalunya, 1.600.000 persones van fer possible la Via Catalana, 500.000 solament a Barcelona.
- 2014 - Barcelona: es concentren 1.800.000 persones a la Via Catalana 2014 per reivindicar el Referèndum sobre la independència de Catalunya i la independència de Catalunya
- 2015 - Barcelona: se celebra la Via Lliure, concentració multitudinària per reclamar la independència de Catalunya.
- 2016 - Diferents llocs de Catalunya: se celebra A punt, cinc concentracions simultànies a Salt, Berga, Lleida, Barcelona i Tarragona per reivindicar el Referèndum sobre la independència de Catalunya i la independència de Catalunya.
- 2017 - Barcelona: Se celebra la La Diada del Sí.
- 2018 - Barcelona: Se celebra la concentració anomenada Fem la República Catalana.

Resta del món
- 1297 - Stirling, Regne d'Escòcia: Batalla del pont de Stirling entre forces angleses i escoceses[7]
- 1541 - ciutat de Guatemala, Guatemala: un terratrèmol destrueix totalment la ciutat.
- 1709 - Taisnières-sur-Hon (Nord, França): l'exèrcit francès impedeix la invasió de França en la batalla de Malplaquet durant la guerra de Successió Espanyola.
- 1810 - Buenos Aires, Argentina: s'hi inaugura l'Acadèmia de Matemàtiques.
- 1817 - Sri Lanka: S'hi inicia la Rebel·lió de Uva.[cal citació]
- 1852 - Buenos Aires, Argentina: la ciutat se separa de la resta del país després d'una aliança entre antics unitaris i federals rosistes.
- 1919 - Hondures: els marines envaeixen el país.[cal citació]
- 1926 - Roma, Itàlia: vuit vianants resulten ferits en un atemptat contra Mussolini.[8]
- 1930 - Stromboli, illes Eòlies, Regne d'Itàlia: Erupció del volcà de l'illa.[9]
- 1939 - Normandia, França: hi desembarquen les primeres tropes britàniques, segona Guerra Mundial).
- 1941 - Washington DC, Estats Units: el president Roosevelt ordena a l'Armada que dispari contra qualsevol vaixell alemany que navegui entre la costa oriental dels Estats Units i Islàndia (Segona Guerra Mundial).[10]
- 1943 - Venècia, Regne d'Itàlia: La Royal Air Force enfonsa el luxós transatlàntic italià Conte di Savoia (Segona Guerra Mundial).[11]
- 1952 - Alemanys i israelians arriben a un acord per compensar els jueus amb 822 milions de dòlars pels danys soferts durant el mandat d'Adolf Hitler
- 1960 - Cloenda dels Jocs Olímpics de Roma. La Unió Soviètica domina el medaller amb un total de 103 medalles (43 ors), per 71 medalles (34 ors) dels Estats Units.
- 1962 - Anglaterra: The Beatles acaben de gravar Love Me Do, el seu primer disc senzill.[12]
- 1973 -
  - Xile: les forces armades dirigides pel general Augusto Pinochet prenen el control del país; el president Salvador Allende mor defensant el Palacio de la Moneda.
  - Estats Units: es publica el número 19 d'Adventure into Fear on té lloc la primera aparició de Howard the Duck, creat per l'escriptor Steve Gerber i el dibuixant Val Mayerik.[13]
- 1980 - Xile: s'aprova en referèndum la nova constitució imposada pel règim de Pinochet.
- 1982 - Mèxic: Miguel de Lamadrid és nomenat president del país.
- 1984 - La Gomera, Canàries: vint persones, entre les quals hi ha el governador civil de Tenerife, moren en un incendi forestal.

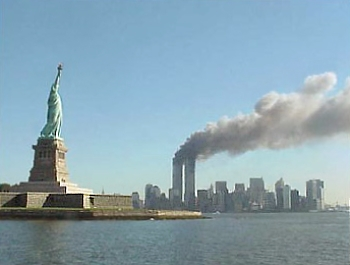
Imatge dels atemptats de l'11 de setembre de 2001 a la ciutat de Nova York, Estats Units).

- 1991 - Cuba: l'URSS decideix de retirar les seves tropes de l'illa, calculades en onze mil homes.
- 1992 - Pakistan i nord de l'Índia: tempestes monsòniques causen la mort de 2.500 persones.[14]
- 2001 - Estats Units: En els atemptats de l'11 de setembre de 2001 dos avions conduïts per segrestadors suïcides d'Al-Qaida s'estavellen un contra cadascuna de les Torres Bessones de Nova York i en causen la destrucció total; hi moren gairebé 3.000 persones; un tercer avió s'estavella contra el Pentàgon i un altre cau a l'oest de Pennsilvània, abans d'arribar a l'objectiu.

La Lluna
- 1967 - lluna: la sonda Surveyor V envia des de la superfície del satèl·lit els resultats de les anàlisis químiques realitzades en el sòl de l'astre.[15]

## Naixements
Països Catalans
- 1869 - l'Escala, Província de Girona: Caterina Albert, coneguda pel nom de ploma Víctor Català, escriptora catalana (m. 1966).[16]
- 1871 - Barcelona: Hermen Anglada i Camarasa, pintor català.
- 1907 - Sabadell, Vallès Occidental: Dolors Viñas i Camps, pedagoga i periodista catalana.
- 1958 - Guardiola de Berguedà, Montse Anfruns (Montserrat Anfruns Badia), actriu, cantant i poeta catalana especialitzada en el doblatge audiovisual al valencià.
- 1997 - Santa Maria del Camí, Mallorca: Elisabet Llabrés Ferrer, ciclista balear.[17]

Resta del món
- 1364, Venècia: Christine de Pisan, poeta, filòsofa, primera escriptora professional a França.[18]
- 1711 - Londres (Anglaterra): William Boyce, compositor anglès (m. 1779).[19]
- 1846 - Sant Petersburg: Anna Dostoiévskaia, memorialista, editora de l'herència creativa del seu marit, Fiódor Dostoievski (m. 1918).[20]
- 1862 - Greensboro, Carolina del Nord, (EUA): O. Henry pseudònim literari de l'escriptor estatunidenc William Sydney Porter (m. 1910).[21]
- 1877 - Budapest: Rózsa Schwimmer, activista per la pau i feminista hongaresa (m. 1948).[22]
- 1881 - Copenhaguen, Dinamarca: Asta Nielsen, actriu de cinema danesa i la primera gran estrella del cinema mut (m. 1972).[23]
- 1885 - (Eastwood, Nottinghamshire, (Anglaterra): D. H. Lawrence, un escriptor anglès (m. 1930).[24]
- 1903 - Frankfurt, Hesse-Nassau, Prússia, Imperi Alemany, Theodor Adorno filòsof, musicòleg i sociòleg alemany,(m. 1969).[25]
- 1907 - Croàcia: Alice Leigh-Smith, física nuclear anglesa d'origen croat (m. 1987).[26]
- 1913 - Caracas, Veneçuela: Jacinto Convit, metge i científic veneçolà.
- 1914 - Kucanci, Croàcia: Patriarca Pavle, primat de l'Església Ortodoxa Sèrbia.
- 1917 - Sarrat, Ilocos Norte, Filipines: Ferdinand Marcos, polític filipí, President de les Filipines (m. 1989).[27]
- 1923 - París, França: Betsy Drake, actriu i escriptora estatunidenca.
- 1929 - Göteborg: Birgitta Trotzig, escriptora sueca, membre de l'Acadèmia Sueca des de 1993 (m. 2011).[28]
- 1937 - Forte dei Marmi: Paola Ruffo di Calàbria, aristòcrata italiana, reina dels belgues.[29]
- 1940 - Newark, EUA: Brian de Palma, director de cinema estatunidenc.
- 1944 - Casablanca, Marroc: Serge Haroche, físic francès, Premi Nobel de Física de l'any 2012.
- 1945 - 
  - Múnic, Alemanya: Franz Beckenbauer, futbolista i entrenador alemany (m. 2024).
  - Badajoz: María Coronada, soprano lírica espanyola.[30]
- 1956 - Ciutat de Nova York, EUA: Tony Gilroy, director de cinema i guionista estatunidenc.
- 1960 - Filadèlfia: Annie Gosfield, compositora que treballa els límits entre la música notacional i la música improvisada.[31]
- 1962 - Bilbao, País Basc: Julio Salinas Fernández, exfutbolista basc.
- 1979 - Lió, França: Éric Abidal, futbolista professional francès.
- 1980 - Hamburg: Matt Zemlin, actor, productor, pianista, compositor i director.
- 1986 - Igualada: Laura Orgué i Vila, esquiadora de muntanya, esquiadora de fons i corredora de muntanya catalana.[32]
- 1988 - Ilsan, Corea del Sud: Jain Kim, escaladora coreana.

## Necrològiques
Països Catalans
- 1978 - Barcelona (Barcelonès): Gustau Muñoz, activista socialista i independentista català, militant de la UJML.
- 1987 - Barcelona: Fidela Renom i Soler, defensora de la dona treballadora i política catalana, la primera dona elegida regidora de l'Ajuntament de Sabadell.[33]
- 2011 - Perpinyà: Antoni Cayrol, més conegut pel pseudònim Jordi-Pere Cerdà, poeta, narrador, dramaturg i promotor d'activitats culturals a la Catalunya del Nord.
- 2017 - Barcelona: Montserrat Baró i Sans, religiosa germana de l'Assumpció, psicòloga i infermera, fundadora i presidenta de l'Associació Catalana d'Integració i Desenvolupament Humà (ACIDH).

Resta del món
- 1569 - Cremona: Vincenza Armani, actriu de la commedia dell'arte, entre les primeres de l'Europa moderna (n.1530).[34]
- 1655 - Pequín (Xina): Nicolò Longobardo, jesuïta italià, missioner a la Xina (n. 1565).[35]

- 1684 - Roma, Itàlia: Beat Bonaventura Gran, frare franciscà.
- 1823 - Londres, Anglaterra: David Ricardo, economista anglès del corrent de pensament clàssic (n. 1772).[36]
- 1888 - Asunción, Paraguai: Domingo Faustino Sarmiento, polític i escriptor argentí.
- 1917 - Madrid: Fanny Garrido, escriptora gallega, traductora, acadèmica i activista cultural (n. 1842).[37]
- 1963, Neuilly-sur-Seine: Suzanne Duchamp, pintora dadaista francesa (n. 1889).[38]
- 1971 - Moscou, Rússia: Nikita Khrusxov, polític soviètic, Primer Ministre de la Unió Soviètica (n. 1894).[39]
- 1973 - Santiago de Xile: Salvador Allende, polític xilè, 29è President de Xile.
- 1978 - Circuit de Monza, Milà (Itàlia): Ronnie Peterson, conductor de l'equip Lotus de Fórmula 1
- 1987 - Kingston, Jamaica: Peter Tosh, músic jamaicà (n. 1944).[40]
- 1994 - Easton, Connecticut: Jessica Tandy, actriu anglesa nacionalitzada estatunidenca.[41]
- 2003 - Estocolm, Suècia: Anna Lindh, política sueca, que fou ministra d'Afers Exteriors (m. 2003).[42]
- 2009 - L'Havana, Cuba: Juan Almeida Bosque, polític i compositor cubà.
- 2009 - Shimonita, Japó: Yoshito Usui, dibuixant de còmic manga i autor de Shin-chan.
- 2017 - Mullingar, County Westmeath, Irlanda: James Patrick Donleavy, escriptor estatunidenc nacionalitzat irlandès (n. 1926).[43]

## Festes i commemoracions
- Diada Nacional de Catalunya.
- Santoral: sants Fèlix, Règula i Exuperanci de Zúric, màrtirs; Pafnuci d'Egipte, bisbe; Emilià de Vercelli, bisbe, segons una tradició, nascut a Llívia (516); Daniel de Bangor, abat; beat Bonaventura Gran, frare fundador de la Riformella; servent de Déu Sebastià Gili i Vives, prevere i fundador de les Agustines Germanes de l'Empar.